# Bettwiesen
Bettwiesen es una comuna suiza del cantón de Turgovia, ubicada en el distrito de Münchwilen. Limita al norte con la comuna de Tobel-Tägerschen, al sureste y sur con Bronschhofen (SG), al oeste con Münchwilen, y al noroeste con Wängi y Lommis.

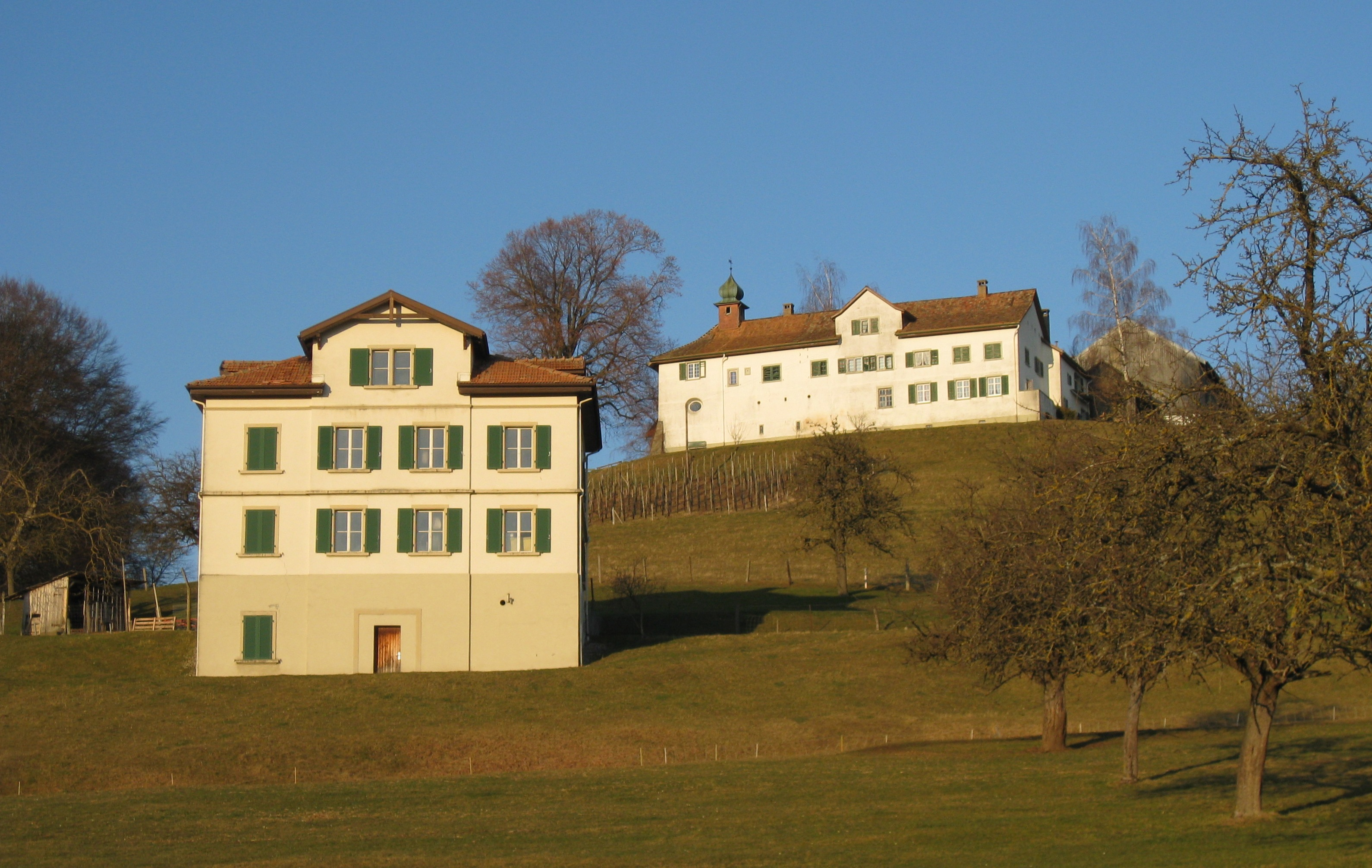
Castillo de Bettwiesen.